# Mary Poppendieck
Mary Poppendieck es una ingeniera de control de procesos, conferencista y escritora conocida por escribir el premiado libro Lean Software Development: An Agile Toolkit en el año 2003, en donde describe cómo los principios de Lean Manufacturing pueden aplicarse al desarrollo de software, dándo lugar al área conocida como Lean software development. Desde entonces, Mary se dedica a dar clases y conferencias junto a su esposo Tom Poppendieck, con quien escribió otros tres libros: Implementing Lean Software Development: From Concept to Cash en 2006, Leading Lean Software Development: Results are Not the Point en 2009 y The Lean Mindset: Ask the Right Questions en 2013. Es presidenta de Poppendieck LLC., una empresa consultora especializada en la aplicación de técnicas de producción Lean en el desarrollo de software.

## Trayectoria profesional
Obtuvo su título de grado universitario en matemáticas en Universidad Marquette, y su título de maestría también en Matemática por la Universidad de Maryland. A comienzo de la década de 1980, mientras trabajaba para 3M en la producción de cintas de video, conoció el concepto de Just-in-Time o justo a tiempo, los cuales implementó junto a su equipo para mejorar sus procesos y afrontar la competencia de Japón. Esto les permitió mejorar sus procesos y reducir los costos a la mitad. Luego, en 1998, trabajando para un proyecto gubernamental de desarrollo de software, es que se enfrentó con el método tradicional de desarrollo de software waterfall o desarrollo en cascada. Las diferencias entre este método de desarrollo usado en software y su experiencia previa con métodos Lean en otras áreas de producción la motivó a proponer un nuevo paradigma de desarrollo de software basado en Lean. Su primer libro Lean Software Development: An Agile Toolkit describe sus propuestas.
Desde entonces, se dedica a dar charlas en congresos y ofrecer clases. También escribió otros libros sobre desarrollo de software.

## Publicaciones
- Lean Software Development: An Agile Toolkit (2003)[7]
- Implementing Lean Software Development: From Concept to Cash (2006)[8]
- Leading Lean Software Development: Results are Not the Point (2009)[9]
- The Lean Mindset: Ask the Right Questions (2013)[10]